# Pseudagrion malagasoides
Pseudagrion malagasoides là một loài chuồn chuồn kim trong họ Coenagrionidae.
Loài này được xếp vào nhóm loài không bị đe dọa trong sách Đỏ của IUCN năm 2006.
Pseudagrion malagasoides được Pinhey miêu tả khoa học năm 1973.